# 오언 체임벌린
오언 체임벌린(Owen Chamberlain, 1920년 7월 10일 ~ 2006년 2월 28일)은 반양성자를 발견한 공로로 에밀리오 세그레와 함께 1959년에 노벨 물리학상을 받은 미국의 물리학자이다.

## 생애
샌프란시스코에서 태어난 그는 1937년에 필라델피아에 위치한 저먼타운 프렌즈 스쿨을 졸업했다. 그는 다트머스 대학교와 캘리포니아 대학 버클리에서 물리학을 배운 후 1942년에 맨해튼 계획에 참여해 에밀리오 세그레 박사와 함께 일했으며 1943년에 결혼했다. 제2차 세계 대전이 끝난 후인 1946년 엔리코 페르미 박사의 밑에서 그의 학위 논문을 집필한다. 엔리코 페르미는 그에게 훌륭한 가이드이자 멘토가 되어 주었고 결국 1949년에 시카고 대학교에서 공식적으로 박사 학위를 받는다.
1948년부터 캘리포니아 대학교 버클리에서의 양성자 살포 실험에 에밀리오 세그레와 함께 공동 책임자로서 참여하게 된다. 1955년, 일련의 실험을 통해 그들은 반양성자를 발견했고 이로 인해 1959년에 노벨 물리학상을 받았다. 이후 그는 입자 추적기인 TPC 개발에 참여했고, 스탠퍼드 선형 가속기 센터에서 일하기도 했다.
그는 1985년에 파킨슨병을 확진 판정 받아 1989년에 은퇴했고 결국 2006년 2월 28일 합병증으로 사망했다(향년 87세).

## 학력
- 1933년~1937년: 저먼타운 프렌스 스쿨 (졸업)
- 1937년~1941년; 다트머스 대학교 (학사)
- 1941년~1942년: 캘리포니아 대학 버클리 (석사)
- 1946년~1949년: 시카고 대학교 (박사)